# アグスティン・アバディーア
アグスティン・アバディーア・プラーナ（Agustín Abadía Plana、1962年4月15日 - ）は、スペイン・ビネファル出身の元サッカー選手、サッカー指導者。ポジションはミッドフィールダー。
選手、監督としてCDログロニェスに大きく貢献した選手。